# Italian Bowl
Der Italian Bowl ist das Endspiel um die italienische Meisterschaft im American Football und wird vom italienischen Football-Verband FIDAF veranstaltet. Bis 2014 wurde das Spiel unter dem Namen Superbowl italiano ausgetragen. Aktueller Titelträger sind die Guelfi Firenze.

## Geschichte
Das erste Endspiel nach offizieller Zählung um die italienische Meisterschaft fand 1981 statt. Sieger dieser Partie waren die Rhinos Milano, die einen 24:8-Erfolg gegen die Gallarate Frogs feiern konnten. Damals trug das Endspiel den Namen Superball und wurde vom Verband AIFA (Associazione Italiana Football Americano) veranstaltet. Das zweite Endspiel ein Jahr später wurde in Anlehnung an das Finale der NFL unter dem Namen Super Bowl II ausgetragen. Wiederum setzten sich die Rhinos gegen die Frogs durch und auch das dritte Finale ging an die Rhinos.
Ab dem Jahr 1988 wurde der Super Bowl italiano von der Federazione Italiana American Football (FIAF), der Nachfolgeorganisation der AIFA, veranstaltet. Im Jahr 1989 feierten die Legnano Frogs ihren dritten Titelgewinn in Folge und lösten mit ihrem insgesamt vierten Titel die Milano Rhinos als Rekordmeister ab. Mit der Saison 1998 begann die große Ära der Bergamo Lions, die sich bis 2008 elf Titel in Folge holen konnte. Als Folge des Ausschlusses der FIAF aus dem nationalen olympischen Verband CONI wurde die National Football League Italy gegründet, die den Super Bowl italiano ab 2002 weiter betrieb.
Zur Saison 2008 gab es zwei parallele Meisterschaften in Italien. Neben der NFLI, die den Super Bowl italiano XXVIII ausrichtete, startete die Italian Football League, deren Endspiel mit Italian Super Bowl bezeichnet wurde, in ihre erste Saison. Beide Finalteilnehmer, sowie weitere drei der acht NFLI-Teams der Saison 2007 schlossen sich der neuen IFL an. Die restlichen drei Teams, darunter der Erste der regulären Saison, die Marines Lazio, blieben zunächst der NFLI treu. Zur Saison 2009 wechselten dann auch die restlichen Top-Teams in die IFL und die NFLI wurde aufgelöst. Der Super Bowl italiano wurde daraufhin noch bis 2011 vom Verband FIF (Federazione Italiana Football) ausgetragen und danach eingestellt. Die IFL mit dem Italian Super Bowl übernahm die Funktion als offizielle italienische Meisterschaft übernahm, sie wurde von der FIDAF (Federazione Italiana di American Football) ausgetragen.
Die IFL bestand noch bis zur Saison 2016, das Endspiel, das inzwischen Italian Bowl hieß, wurde unter ihrem Logo ausgespielt. Zur Saison 2017 wurde die Liga dann in I Divisione umbenannt.
Im Jahr 2021 ergab sich eine besondere Kuriosität, da der Quarterback der Parma Panthers, Reilly Hennessey, sowohl im Italian Bowl XL als auch – bedingt durch eine Verletzung des etatmäßigen Starters Alexander Haupert – im German Bowl XLII zum Einsatz kam. Während Hennessey sein italienisches Team in der Overtime zum Sieg führen konnte, gelang ihm das in Deutschland nicht, so dass er anstelle zweier Meistertitel unterschiedlicher Ligen im selben Jahr nur einen Meistertitel und eine Finalteilnahme vorzuweisen hatte.

## Liste der Endspiele
| Nummer                     | Datum            |                     | Sieger            | Verlierer        | Ergebnis           |                               | Ort                       | Stadion                          |
| Superball (AIFA)           | Superball (AIFA) | Superball (AIFA)    | Superball (AIFA)  | Superball (AIFA) | Superball (AIFA)   | Superball (AIFA)              | Superball (AIFA)          | Superball (AIFA)                 |
| -------------------------- | ---------------- | ------------------- | ----------------- | ---------------- | ------------------ | ----------------------------- | ------------------------- | -------------------------------- |
| I                          | 04. Juli 1981    |                     | Rhinos Milano     | Gallarate Frogs  | 24:80              |                               | Santa Margherita Ligure   | Campo Senatore Eugenio Broccardi |
| Super Bowl italiano (AIFA) |                  |                     |                   |                  |                    |                               |                           |                                  |
| II                         | 03. Juli 1982    |                     | Rhinos Milano     | Gallarate Frogs  | 11:00              |                               | Pesaro                    | Stadio Tonino Benelli            |
| III                        | 09. Juli 1983    | Rhinos Milano       | Bologna Warriors  | 20:14            | Genua              | Palasport                     |                           |                                  |
| IV                         | 07. Juli 1984    | Busto Arsizio Frogs | Bologna Warriors  | 16:60            | Rimini             | Stadio Romeo Neri             |                           |                                  |
| V                          | 06. Juli 1985    | Bologna Doves       | Pesaro Angels     | 27:11            | Padua              | Stadio Silvio Appiani         |                           |                                  |
| VI                         | 05. Juli 1986    | Bologna Warriors    | Pesaro Angels     | 18:80            | Bologna            | Stadio Renato Dall’Ara        |                           |                                  |
| VII                        | 11. Juli 1987    | Legnano Frogs       | Milano Seamen     | 27:24            | Rimini             | Stadio Romeo Neri             |                           |                                  |
| Super Bowl italiano (FIAF) |                  |                     |                   |                  |                    |                               |                           |                                  |
| VIII                       | 09. Juli 1988    |                     | Legnano Frogs     | Bologna Warriors | 17:00              |                               | Ancona                    | Stadio Dorico                    |
| IX                         | 08. Juli 1989    | Legnano Frogs       | Milano Seamen     | 39:33            | Parma              | Stadio Ennio Tardini          |                           |                                  |
| X                          | 21. Juli 1990    | Rhinos Milano       | Legnano Frogs     | 33:60            | Rimini             | Stadio Romeo Neri             |                           |                                  |
| XI                         | 06. Juli 1991    | Phoenix San Lazzaro | Torino Giaguari   | 38:16            | Monza              | Stadio Brianteo               |                           |                                  |
| XII                        | 04. Juli 1992    | Pharaones Milano    | Bergamo Lions     | 35:25            | Bozen              | Drusus-Stadion                |                           |                                  |
| XIII                       | 10. Juli 1993    | Bergamo Lions       | Gladiatori Roma   | 48:39            | Telgate            | Campo Comunale                |                           |                                  |
| XIV                        | 02. Juli 1994    | Legnano Frogs       | Rhinos Milano     | 37:27            | Legnano            | Stadio Giovanni Mari          |                           |                                  |
| XV                         | 24. Juni 1995    | Legnano Frogs       | Gladiatori Roma   | 32:26            | Cesenatico         | Stadio Alfiero Moretti        |                           |                                  |
| XVI                        | 29. Juni 1996    | Phoenix Bologna     | Gladiatori Roma   | 25:20            | Ancona             | Stadio Dorico                 |                           |                                  |
| XVII                       | 21. Juni 1997    | Phoenix Bologna     | Legnano Frogs     | 42:35            | Monza              | Stadio Brianteo               |                           |                                  |
| XVIII                      | 18. Juli 1998    | Bergamo Lions       | Legnano Frogs     | 29:28            | Catania            | Stadio Santa Maria Goretti    |                           |                                  |
| XIX                        | 05. Juni 1999    | Bergamo Lions       | Bolzano Giants    | 49:14            | Bozen              | Europa-Stadion                |                           |                                  |
| XX                         | 08. Juli 2000    | Bergamo Lions       | Bolzano Giants    | 49:27            | Mailand            | Velodromo Maspes-Vigorelli    |                           |                                  |
| XXI                        | 14. Juli 2001    | Bergamo Lions       | Dolphnis Ancona   | 30:24            | Bozen              | Europa-Stadion                |                           |                                  |
| XXII                       | 29. Juni 2002    | Bergamo Lions       | Dolphnis Ancona   | 21:14            | Bozen              | Europa-Stadion                |                           |                                  |
| Super Bowl italiano (NFLI) |                  |                     |                   |                  |                    |                               |                           |                                  |
| XXIII                      | 12. Juli 2003    |                     | Bergamo Lions     | Dolphnis Ancona  | 45:00              |                               | Civitanova Marche         | Stadio Comunale                  |
| XXIV                       | 24. Juli 2004    | Bergamo Lions       | Dolphnis Ancona   | 14:13            | Scandiano          | Stadio Andrea Torelli         |                           |                                  |
| XXV                        | 23. Juli 2005    | Bergamo Lions       | Bologna Warriors  | 42:14            | Scandiano          | Stadio Andrea Torelli         |                           |                                  |
| XXVI                       | 29. Juli 2006    | Bergamo Lions       | Parma Panthers    | 24:12            | Scandiano          | Stadio Andrea Torelli         |                           |                                  |
| XXVII                      | 14. Juli 2007    | Bergamo Lions       | Parma Panthers    | 055:49 1         | Scandiano          | Stadio Andrea Torelli         |                           |                                  |
| Italian Super Bowl (IFL)   |                  |                     |                   |                  |                    |                               |                           |                                  |
| 2008 2                     | 19. Juli 2008    |                     | Bergamo Lions     | Bolzano Giants   | 56:54              |                               | San Giovanni in Marignano | Campo Comunale                   |
| 2009 2                     | 27. Juni 2009    | Bolzano Giants      | Marines Lazio     | 35:21            | Cervia             | Stadio Germano Todoli         |                           |                                  |
| 2010 2                     | 26. Juni 2010    | Parma Panthers      | Catania Elephants | 56:26            | Sesto San Giovanni | Stadio Breda                  |                           |                                  |
| 2011 2                     | 09. Juli 2011    | Parma Panthers      | Bologna Warriors  | 76:62            | Parma              | Stadio XXV Aprile             |                           |                                  |
| XXXII 3                    | 07. Juli 2012    | Parma Panthers      | Catania Elephants | 61:43            | Varese             | Stadio Franco Ossola          |                           |                                  |
| XXXIII                     | 06. Juli 2013    | Parma Panthers      | Milano Seamen     | 51:28            | Ferrara            | Stadio Paolo Mazza            |                           |                                  |
| XXXIV                      | 06. Juli 2014    | Milano Seamen       | Parma Panthers    | 33:30            | Ferrara            | Stadio Paolo Mazza            |                           |                                  |
| Italian Bowl (FIDAF)       |                  |                     |                   |                  |                    |                               |                           |                                  |
| XXXV                       | 04. Juli 2015    |                     | Milano Seamen     | Parma Panthers   | 24:14              |                               | Mailand                   | Velodromo Maspes-Vigorelli       |
| XXXVI                      | 09. Juli 2016    | Rhinos Milano       | Bolzano Giants    | 44:18            | Cesena             | Orogel Stadium – Dino Manuzzi |                           |                                  |
| XXXVII                     | 08. Juli 2017    | Milano Seamen       | Rhinos Milano     | 37:29            | Vicenza            | Stadio Romeo Menti            |                           |                                  |
| XXXVIII                    | 07. Juli 2018    | Milano Seamen       | Bolzano Giants    | 28:14            | Parma              | Stadio Sergio Lanfranchi      |                           |                                  |
| XXXIX                      | 06. Juli 2019    | Milano Seamen       | Guelfi Firenze    | 62:28            | Sesto San Giovanni | Stadio Breda                  |                           |                                  |
| XL                         | 17. Juli 2021    | Parma Panthers      | Milano Seamen     | 040:34 1         | Piacenza           | Stadio Leonardo Garilli       |                           |                                  |
| XLI                        | 07. Juli 2022    | Guelfi Firenze      | Milano Seamen     | 21:17            | Bologna            | Stadio Renato Dall’Ara        |                           |                                  |
| XLII                       | 01. Juli 2023    | Panthers Parma      | Guelfi Firenze    | 29:13            | Toledo, Ohio       | Glass Bowl                    |                           |                                  |
| XLIII                      | 29. Juni 2024    | Panthers Parma      | Guelfi Firenze    | 38:26            | Ravenna            | Stadio Bruno Benelli          |                           |                                  |
| XLIV                       | 28. Juni 2025    | Guelfi Firenze      | Dolphnis Ancona   | 49:14            | Toledo, Ohio       | Glass Bowl                    |                           |                                  |

## Rangliste der Teams
| Platz | Team              | Titel | Teilnahmen |
| ----- | ----------------- | ----- | ---------- |
| 1     | Bergamo Lions     | 12    | 13         |
| 2     | Parma Panthers    | 7     | 11         |
| 3     | Legnano Frogs 1   | 6     | 11         |
| 4     | Milano Seamen     | 5     | 10         |
| 5     | Rhinos Milano     | 5     | 7          |
| 6     | Phoenix Bologna 2 | 3     | 3          |
| 7     | Guelfi Firenze    | 2     | 4          |
| 8     | Giants Bolzano    | 1     | 6          |
| 8     | Warriors Bologna  | 1     | 6          |
| 10    | Pharaones Milano  | 1     | 1          |
| 10    | Bologna Doves     | 1     | 1          |
| 12    | Dolphnis Ancona   | 0     | 5          |
| 13    | Gladiatori Roma   | 0     | 3          |
| 14    | Pesaro Angels     | 0     | 2          |
| 14    | Catania Elephants | 0     | 2          |